# Rashard Lewis
Rashard Quovon Lewis (Pineville, 8 augustus 1979) is een Amerikaans voormalig basketbalspeler.

## Carrière
Lewis stelde zich direct na High School kandidaat voor de NBA draft en werd als 32e gekozen door de Seattle SuperSonics. Hij groeide gedurende de eerste twee seizoenen om vanaf zijn derde seizoen voltijds starter te worden bij de Sonics. Hij speelde bij de club tot na het seizoen 2006/07. Hij werd geruild naar de Orlando Magic voor een draftpick en tekende toen een zesjarige contract ter waarde van 118 miljoen dollar. In 2009 werd hij voor tien wedstrijden geschorst, omdat zijn testosterongehalte te hoog was. Ook kreeg hij een boete van 1,6 miljoen dollar opgelegd. Hij verklaarde dat hij een product zonder recept had gebruikt en zich niet gerealiseerd had dat dit op de verbodenmiddelenlijst van de NBA stond.
In december 2010 werd hij geruild naar de Washington Wizards voor Gilbert Arenas. Hij werd in juli 2012 opnieuw geruild ditmaal naar de New Orleans Hornets samen met een draftpick voor Trevor Ariza en Emeka Okafor. Zijn contract werd meteen ontbonden en hij tekende als vrije speler bij de Miami Heat. Met de Heat won hij het NBA-kampioenschap in 2013. In de zomer van 2014 tekende hij nog bij de Dallas Mavericks maar zijn contract werd verbroken nog voor de start van het nieuwe seizoen.
In 2017 startte hij met spelen voor de 3 Headed Monsters uit de BIG3. Hij speelde bij de club tot in 2023 en werd eenmaal uitgeroepen tot MVP. In 2022 werd hij player development coach bij de Detroit Pistons.

## Erelijst
- NBA-kampioen: 2013
- NBA All-Star: 2005, 2009
- Goodwill Games: 2001
- BIG3 Most Valuable Player: 2017

## Statistieken

### Regulier seizoen
| Seizoen      | Team                | WG    | WS  | MPW  | 2P%  | 3P%  | FW%  | RPW | APW | SPW | BPW | PPW  |
| ------------ | ------------------- | ----- | --- | ---- | ---- | ---- | ---- | --- | --- | --- | --- | ---- |
| 1998/99      | Seattle SuperSonics | 20    | 7   | 7,3  | 36,5 | 16,7 | 57,1 | 1,3 | 0,2 | 0,4 | 0,1 | 2,4  |
| 1999/00      | Seattle SuperSonics | 82    | 8   | 19,2 | 48,6 | 33,3 | 68,3 | 4,1 | 0,9 | 0,8 | 0,4 | 8,2  |
| 2000/01      | Seattle SuperSonics | 78    | 78  | 34,9 | 48,0 | 43,2 | 82,6 | 6,9 | 1,6 | 1,2 | 0,6 | 14,8 |
| 2001/02      | Seattle SuperSonics | 71    | 70  | 36,4 | 46,8 | 38,9 | 81,0 | 7,0 | 1,7 | 1,5 | 0,6 | 16,8 |
| 2002/03      | Seattle SuperSonics | 77    | 77  | 39,5 | 45,2 | 34,6 | 82,0 | 6,5 | 1,7 | 1,3 | 0,5 | 18,1 |
| 2003/04      | Seattle SuperSonics | 80    | 80  | 36,6 | 43,5 | 37,6 | 76,3 | 6,5 | 2,2 | 1,2 | 0,7 | 17,8 |
| 2004/05      | Seattle SuperSonics | 71    | 71  | 38,0 | 46,2 | 40,0 | 77,7 | 5,5 | 1,3 | 1,1 | 0,9 | 20,5 |
| 2005/06      | Seattle SuperSonics | 78    | 77  | 36,9 | 46,7 | 38,4 | 81,8 | 5,0 | 2,3 | 1,3 | 0,6 | 20,1 |
| 2006/07      | Seattle SuperSonics | 60    | 60  | 39,1 | 46,1 | 39,0 | 84,1 | 6,6 | 2,4 | 1,1 | 0,7 | 22,4 |
| 2007/08      | Orlando Magic       | 81    | 81  | 38,0 | 45,5 | 40,9 | 83,8 | 5,4 | 2,4 | 1,2 | 0,5 | 18,2 |
| 2008/09      | Orlando Magic       | 79    | 79  | 36,2 | 43,9 | 39,7 | 83,6 | 5,7 | 2,6 | 1,0 | 0,6 | 17,7 |
| 2009/10      | Orlando Magic       | 72    | 72  | 32,9 | 43,5 | 39,7 | 80,6 | 4,4 | 1,5 | 1,1 | 0,4 | 14,1 |
| 2010/11      | Orlando Magic       | 25    | 25  | 32,4 | 41,9 | 36,7 | 75,6 | 4,2 | 1,2 | 0,9 | 0,4 | 12,2 |
| 2010/11      | Washington Wizards  | 32    | 27  | 31,7 | 44,6 | 34,7 | 84,3 | 5,8 | 2,0 | 0,9 | 0,6 | 11,4 |
| 2011/12      | Washington Wizards  | 28    | 15  | 26,0 | 38,5 | 23,9 | 83,8 | 3,9 | 1,0 | 0,8 | 0,4 | 7,8  |
| 2012/13      | Miami Heat          | 55    | 9   | 14,4 | 41,4 | 38,9 | 62,2 | 2,2 | 0,5 | 0,4 | 0,3 | 5,2  |
| 2013/14      | Miami Heat          | 60    | 6   | 16,2 | 41,5 | 34,3 | 78,8 | 1,8 | 1,0 | 0,9 | 0,1 | 4,5  |
| Carrière     | Carrière            | 1.049 | 842 | 32   | 45,2 | 38,6 | 80,5 | 5,2 | 1,7 | 1,1 | 0,5 | 14,9 |
| NBA All-Star | NBA All-Star        | 2     | 0   | 17,5 | 30,8 | 16,7 | 50,0 | 5,0 | 0,5 | 0,5 | 0,0 | 5,0  |

### Play-offs
| Seizoen  | Team                | WG | WS | MPW  | 2P%  | 3P%  | FW%   | RPW | APW | SPW | BPW | PPW  |
| -------- | ------------------- | -- | -- | ---- | ---- | ---- | ----- | --- | --- | --- | --- | ---- |
| 1999/00  | Seattle SuperSonics | 5  | 5  | 31,4 | 44,1 | 47,4 | 80,0  | 6,2 | 0,6 | 1,0 | 0,6 | 15,4 |
| 2001/02  | Seattle SuperSonics | 3  | 2  | 26,3 | 37,5 | 16,7 | 100,0 | 3,7 | 0,7 | 0,3 | 0,0 | 12,7 |
| 2004/05  | Seattle SuperSonics | 8  | 8  | 39,0 | 40,6 | 20,0 | 88,0  | 5,4 | 1,6 | 0,4 | 0,4 | 16,9 |
| 2007/08  | Orlando Magic       | 10 | 10 | 41,7 | 43,6 | 30,9 | 82,1  | 7,2 | 3,4 | 1,1 | 0,5 | 19,5 |
| 2008/09  | Orlando Magic       | 24 | 24 | 41,1 | 44,8 | 39,4 | 78,4  | 6,4 | 2,9 | 1,0 | 0,5 | 19,0 |
| 2008/09  | Orlando Magic       | 14 | 14 | 36,6 | 46,2 | 37,3 | 80,0  | 5,6 | 2,3 | 1,1 | 0,7 | 12,9 |
| 2012/13  | Miami Heat          | 11 | 0  | 4,3  | 40,0 | 0,0  | 50,0  | 0,6 | 0,4 | 0,2 | 0,2 | 1,5  |
| 2013/14  | Miami Heat          | 18 | 8  | 17,7 | 41,2 | 37,3 | 75,0  | 2,1 | 0,3 | 0,4 | 0,3 | 5,3  |
| Carrière | Carrière            | 93 | 71 | 30,4 | 43,6 | 35,6 | 81,8  | 4,7 | 1,8 | 0,7 | 0,5 | 12,8 |

1 Bosh ·
3 Wade ·
6 James ·
9 Lewis ·
11 Andersen ·
13 Miller ·
15 Chalmers ·
22 Jones ·
24 Varnado ·
30 Cole ·
31 Battier ·
34 Allen ·
40 Haslem ·
50 Anthony ·
Coach Spoelstra